# بامبوتشيانتي
بامبوتشيانتي كان رسام من النوع النشط في روما في الفترة ما بين 1625 حتى نهاية القرن السابع عشر. وقد جلبوا معظم الفنانين الهولنديون والفلمنكيون معهم التقاليد القائمة من الموضوعات الفنية الهولندية التي تصور الفلاحين في القرن السادس عشر إلى إيطاليا، ورسم عُمومًا لوحات صغيرة أو رسومات من الحياة اليومية وتنميشات من الطبقات الدنيا في روما وريفها.